# Skibsmekaniker
En skibsmekaniker er en type mekaniker, der beskæftiger sig med vedligeholdelse og reparation af motorer og øvrige tekniske anlæg på skibe, bl.a. skifter skibsmekanikeren filtre og lejer, således at skibet hele tiden sejler optimalt.
Skibsmekanikeren kan dog også arbejde i land, f.eks. på skibsværfter eller værksteder, der reparerer skibsmotorer.
Uddannelsen foregår på en søfartsskole og kombineres med en række smederelaterede fag på en teknisk skole. I uddannelsesperioden indgår praktik til søs. 
En uddannet skibsmekaniker kan i et vist omfang sidestilles med em faglært skibsassistent. Under praktikperioden på et søgående skib har eleven rang af lærling og er ikke en del af besætningen. Som færdiguddannet er skibsmekanikeren imidlertid en vigtig del af besætningen på niveau med skibsassistenterne.